# Гэдсби, Билл
Уильям Александр (Билл) Гэдсби (англ. William Alexander 'Bill' Gadsby; 8 августа 1927, Калгари, Альберта — 10 марта 2016, Фармингтон-Хиллс, Мичиган, США) — канадский хоккейный защитник и тренер. Гэдсби, три раза избиравшийся в первую сборную и четыре раза во вторую сборную всех звёзд НХЛ, ни разу не завоёвывал Кубок Стэнли, но три раза играл в финале с «Детройт Ред Уингз». Член Зала хоккейной славы с 1970 года.

## Биография
Билл Гэдсби родился в Калгари (Альберта) в 1927 году. В возрасте 12 лет, 3 сентября 1939 года, возвращаясь с матерью из Англии на лайнере «Атения», он едва не погиб, когда корабль был торпедирован немецкой подводной лодкой. Мальчик и его мать провели пять часов на спасательных шлюпках, прежде чем были подобраны спасателями, но 112 человек из числа пассажиров «Атении» погибли.
В 17 лет Билл уехал из Калгари в Эдмонтон, чтобы выступать за клуб Американской юношеской хоккейной лиги «Эдмонтон Канадиенс». В Эдмонтоне он провёл два года, а затем на него обратил внимание скаут команды НХЛ «Чикаго Блэк Хокс» Билл Тобин, подписавший с ним профессиональный контракт. Сумма контракта — 7500 долларов в год и 3000 при подписании — по тем временам считалась очень высокой. Поначалу Гэдсби отправили в фарм-клуб «Блэк Хокс» в Хоккейной лиге Соединённых Штатов, но всего через 12 матчей в его составе 18-летний игрок был переведен уже в основную команду, испытывавшую заметные трудности в начале сезона 1946/47.
Свой первый матч в НХЛ Гэдсби отметил 12 наложенными швами. В дальнейшем травмы и шрамы стали для защитника обычным делом, и он даже получил прозвище «Шрам-2» (англ. Scarface II; «Шрамом-1» был его товарищ по клубу Тед Линдсей). За карьеру количество наложенных швов у Гэдсби приблизилось к 600, а помимо этого, он пережил два перелома ноги, 15 переломов пальца, перелом скулы и два вывиха плеча; нос ему ломали девять раз, и ещё дважды он переносил сотрясение мозга.
В свой дебютный сезон в НХЛ Гэдсби забил восемь голов и набрал 18 очков по системе «гол+пас» в 48 матчах. После этого он отыграл в «Чикаго» ещё семь полных сезонов, став за это время одним из ведущих защитников НХЛ благодаря своей физической силе и готовности рисковать собой ради команды. К 1952 году Гэдсби уже был одним из ведущих игроков в переживающем не лучшие времена клубе и стал капитаном «Блэк Хокс», когда его карьера едва не закончилась — во время тренировочных сборов он заболел полиомиелитом. Ему, однако, удалось быстро поправиться, и он вернулся на пост капитана команды. В два последних года выступлений в «Чикаго» — в 1953 и 1954 годах — он избирался во вторую сборную всех звёзд НХЛ.
В последний полный сезон в составе «Блэк Хокс» (1953/54) Гэдсби забросил 12 шайб, а по системе «гол+пас» набрал 41 очко. Но вскоре после начала следующего сезона, 23 ноября 1954 года, он стал участником масштабного обмена между «Чикаго» и «Нью-Йорк Рейнджерс»: Гэдсби и Пита Конахера обменяли на Аллана Стэнли, Ника Микоски и игрока фарм-клуба Рича Ламуро. В новом клубе Гэдсби продолжал расти как игрок, уже в ходе второго своего сезона в составе «Рейнджерс» попав в первую сборную НХЛ и набрав рекордные в своей карьере 51 очко по системе «гол+пас» — 11-й результат в этом сезоне во всей лиге. В сезоне 1957/58 он побил рекорд НХЛ по числу результативных передач для защитников — 46; этот рекорд продержался 12 лет, пока Бобби Орр не превзошёл его в сезоне 1969/70, сделав 87 результативных пасов. В сезоне 1958/59 Гэдсби в борьбе за присуждаемый лучшему защитнику НХЛ Норрис Трофи уступил только Тому Джонстону из «Монреаля». В 1958 и 1959 годах он ещё дважды избирался в первую сборную НХЛ, а в 1957 году — во вторую.
Однако хотя «Рейнджерс» и были более успешным клубом, чем «Чикаго» (за семь лет выступлений за них Гэдсби трижды пробившись в плей-офф Кубка Стэнли), до борьбы за главный трофей профессионального хоккея дело у них тоже не доходило и они выбывали из борьбы уже после первого круга. Шансы Гэдсби на завоевание Кубка Стэнли улучшились, когда перед сезоном 1961/62 его обменяли в «Детройт Ред Уингз». «Детройт» уже пытался приобрести Гэдсби за год до этого, но сделка 5 февраля 1960 года сорвалась, поскольку двое предназначенных на обмен в «Рейнджерс» игроков «Детройта» — Ред Келли и Билли Макнилл — отказались переезжать в Нью-Йорк. В итоге «Красные крылья» заполучили Гэдсби 12 июня 1961 года в обмен на защитника Леса Ханта. В это время ему было 34 года, но знаменитый защитник прошлого Эдди Шор уверенно предсказал, что он отыграет ещё от трёх до пяти лет.
Гэдсби провёл в Дейтройте весь остаток своей игровой карьеры — пять сезонов. Ожидания успеха в новом сильном клубе сбылись, хотя и не в полной мере — «Ред Уингз» трижды за этот промежуток времени выходили в финал Кубка Стэнли, но стать его обладателями так и не смогли, проиграв в 1963 и 1964 годах «Торонто Мейпл Лифс», а в 1966 году — «Монреаль Канадиенс». Тем не менее на личном уровне Гэдсби добился нескольких новых достижений. 4 ноября 1962 года он стал первым в истории НХЛ защитником, набравшим за карьеру 500 очков по системе «гол+пас», а в сезоне 1965/66 они с Горди Хоу присоединились к Диту Клапперу в эксклюзивном списке хоккеистов, сыгравших 20 сезонов в НХЛ. В этом сезоне Гэдсби в четвёртый раз был включён во вторую сборную НХЛ. Он также стал первым в истории лиги полевым игроком, проведшим не менее чем по 300 матчей за три разных клуба.
После поражения в шести матчах в финале Кубка Стэнли от «Монреаля» Гэдсби завершил игровую карьеру. К этому моменту он был рекордсменом среди защитников НХЛ по количеству игр в регулярном сезоне (1248), очков по системе «гол+пас» (568, из них 130 голов) и минут штрафного времени (1539). В сериях плей-офф он провёл 67 матчей, набрав 27 очков по системе «гол+пас».
В 1968 году Гэдсби вернулся в «Детройт» как главный тренер. Он провёл с командой сезон 1968/69, в котором она не сумела выйти в плей-офф, и был уволен после двух первых игр следующего сезона. В общей сложности на посту главного тренера «Ред Уингз» он одержал 35 побед и потерпел 31 поражение в основное время и 12 в овертайме. После этого Гэдсби работал в детройтской фирме по прокату строительной техники до выхода на пенсию в 1986 году.
В 1970 году имя Билла Гэдсби было включено в списки Зала хоккейной славы. В 1988 году, когда журнал Hockey News опубликовал список 100 лучших хоккеистов всех времён, Гэдсби занял в нём 99-е место. Он умер в марте 2016 года в возрасте 88 лет, оставив после себя жену Эдну, с которой прожил больше 60 лет, четырёх дочерей и нескольких внуков и правнуков.

## Статистика выступлений
| 1943-44     | Калгари Гриллс         | AHA-B              | 9    | 4   | 1   | 5   | 4    | —  | —  | —  | —  | —  |
| 1944-45     | Эдмонтон Канадиенс     | AJHL               | —    | —   | —   | —   | —    | —  | —  | —  | —  | —  |
| 1945-46     | Эдмонтон Канадиенс     | AJHL               | —    | 14  | 12  | 26  | —    | —  | —  | —  | —  | —  |
| 1945-46     | Эдмонтон Канадиенс     | Мемориальный кубок | —    | —   | —   | —   | —    | 14 | 12 | 5  | 17 | 22 |
| 1946-47     | Канзас-Сити Пиа-Моторс | USHL               | 12   | 2   | 3   | 5   | 8    | —  | —  | —  | —  | —  |
| 1946-47     | Чикаго Блэк Хокс       | НХЛ                | 48   | 8   | 10  | 18  | 31   | —  | —  | —  | —  | —  |
| 1947-48     | Чикаго Блэк Хокс       | НХЛ                | 60   | 6   | 10  | 16  | 66   | —  | —  | —  | —  | —  |
| 1948-49     | Чикаго Блэк Хокс       | НХЛ                | 50   | 3   | 10  | 13  | 85   | —  | —  | —  | —  | —  |
| 1949-50     | Чикаго Блэк Хокс       | НХЛ                | 70   | 10  | 25  | 35  | 138  | —  | —  | —  | —  | —  |
| 1950-51     | Чикаго Блэк Хокс       | НХЛ                | 25   | 3   | 7   | 10  | 32   | —  | —  | —  | —  | —  |
| 1951-52     | Чикаго Блэк Хокс       | НХЛ                | 59   | 7   | 15  | 22  | 87   | —  | —  | —  | —  | —  |
| 1952-53     | Чикаго Блэк Хокс       | НХЛ                | 68   | 2   | 20  | 22  | 84   | 7  | 0  | 1  | 1  | 4  |
| 1953-54     | Чикаго Блэк Хокс       | НХЛ                | 70   | 12  | 29  | 41  | 108  | —  | —  | —  | —  | —  |
| 1954-55     | Чикаго Блэк Хокс       | НХЛ                | 18   | 3   | 5   | 8   | 17   | —  | —  | —  | —  | —  |
| 1954-55     | Нью-Йорк Рейнджерс     | НХЛ                | 52   | 8   | 8   | 16  | 44   | —  | —  | —  | —  | —  |
| 1955-56     | Нью-Йорк Рейнджерс     | НХЛ                | 70   | 9   | 42  | 51  | 84   | 5  | 1  | 3  | 4  | 4  |
| 1956-57     | Нью-Йорк Рейнджерс     | НХЛ                | 70   | 4   | 37  | 41  | 72   | 5  | 1  | 2  | 3  | 2  |
| 1957-58     | Нью-Йорк Рейнджерс     | НХЛ                | 65   | 14  | 32  | 46  | 48   | 6  | 0  | 3  | 3  | 4  |
| 1958-59     | Нью-Йорк Рейнджерс     | НХЛ                | 70   | 5   | 46  | 51  | 56   | —  | —  | —  | —  | —  |
| 1959-60     | Нью-Йорк Рейнджерс     | НХЛ                | 65   | 9   | 22  | 31  | 60   | —  | —  | —  | —  | —  |
| 1960-61     | Нью-Йорк Рейнджерс     | НХЛ                | 65   | 9   | 26  | 35  | 49   | —  | —  | —  | —  | —  |
| 1961-62     | Детройт Ред Уингз      | НХЛ                | 70   | 7   | 30  | 37  | 88   | —  | —  | —  | —  | —  |
| 1962-63     | Детройт Ред Уингз      | НХЛ                | 70   | 4   | 24  | 28  | 116  | 11 | 1  | 4  | 5  | 36 |
| 1963-64     | Детройт Ред Уингз      | НХЛ                | 64   | 2   | 16  | 18  | 80   | 14 | 0  | 4  | 4  | 22 |
| 1964-65     | Детройт Ред Уингз      | НХЛ                | 61   | 0   | 12  | 12  | 122  | 7  | 0  | 3  | 3  | 8  |
| 1965-66     | Детройт Ред Уингз      | НХЛ                | 58   | 5   | 12  | 17  | 72   | 12 | 1  | 3  | 4  | 12 |
| Итого в НХЛ | Итого в НХЛ            | Итого в НХЛ        | 1248 | 130 | 438 | 568 | 1539 | 67 | 4  | 23 | 27 | 92 |